# 洛克 (印第安納州)
洛克（英語：Locke）是位於美國印地安納州埃爾克哈特縣的一個非建制地區。該地的面積和人口皆未知。